# Jonathan Woo
Jonathan Ke-Jun Woo (10 oktober 1990) is een golfer uit Singapore.

## Amateur
In 2009 werd Woo tweede bij het Aziatisch amateurkampioenschap golf, nadat hij de play-off verloor van Tomoya Tokunaga. Woo is in militaire dienst geweest en studeert sinds 2011 in Oregon. Hij is lid van het nationale team van Singapore. 
In 2012 won hij individueel de Putra Cup. Singapore eindigde op de tweede plaats achter Thailand. 

### Gewonnen
- 2008: National Ranking Game, Warren Amateur Open
- 2009: National Ranking Game
- 2012: Putra Cup (individueel, -12), Singapore National Amateur Championship

### Teams
- Lion City Cup: 2008
- Bonallack Trophy: 2010
- Eisenhower Trophy: 2012